# Rio Tibiri (Maranhão)
O rio Tibiri é um curso d'água que banha a cidade de São Luís, capital do estado do Maranhão, no Brasil. O rio deu nome a um bairro localizado na zona rural (quilômetro 3 da rodovia BR-135) de São Luís, o Tibiri, no sudeste da ilha. Este rio percorre alguns bairros da capital maranhense, como Tibiri, Tajaçuaba, Quebra Pote, Cajupary e Santa Bárbara.
Sua nascente se localiza próximo ao Aeroporto de São Luís e sua foz é na Baía do Arraial.
Possui 16 km de extensão e sua bacia hidrográfica tem 140 km² de área. Tem como principais  afluentes o rio Santa Bárbara, rio Cajupé, e os Igarapés Maracujá, Sabino, Coquilho.

## Etimologia
Segundo Frei Vicente do Salvador, em seu livro História do Brasil, de 1626, o topônimo Tibiri é derivado da palavra tupi Tibir-y ou Tibi-r-y, que, em português, significa "rio do sepultado" (ou "da sepultura"). Segundo o tupinólogo Eduardo de Almeida Navarro, no entanto, "Tibiri" deriva do tupi antigo tybyry, que significa "rio da poeira" (tybyra, poeira e 'y, rio).